# Borbonese (provincia)

Il Borbonese nel 1789

Il Borbonese (in francese Bourbonnais, in occitano Borbonés o Barbonés) era una delle antiche province francesi, grossomodo corrispondente all'attuale dipartimento dell'Allier e a parte dello Cher.

## Storia
Il suo primo signore noto fu Ademaro (o Aimaro), nel X secolo. Acquisì il castello di Bourbon (oggi Bourbon-l'Archambault) che dette il nome alla sua famiglia, la Casa di Borbone.
La prima casa di Borbone si estinse alla fine del Duecento con la morte di Arcibaldo VIII, che lasciò una sola ereditiera, Mahaut di Borbone il cui marito, Guy II di Dampierre, aggiunse Montluçon ai possedimenti della famiglia, estesi verso le rive dello Cher nel corso dell'XI e XII secolo.
La seconda casa di Borbone ebbe inizio nel 1218 con Arcibaldo IX, figlio di Guy II di Dampierre e Mahaut di Borbone, poi con Arcibaldo X, il loro nipote. Quest'ultimo morì a Cipro nel 1249, nel corso di una crociata, e il Borbonese passò così alla casata di Borgogna.
Nel 1272, Beatrice di Borgogna (1258-1310), dama di Borbone, sposò Roberto di Francia (1256-1318), conte di Clermont, figlio del re San Luigi, dando inizio alla grande casata dei Borboni che guidò il Regno di Francia a partire da Enrico IV.
I Borbone si erano alleati al potere reale, avevano messo le loro forze al servizio del re, data anche l'importanza della posizione geografica del Borbonese, situato tra i domini reali e i ducati di Alvernia e Aquitania. Tale alleanza, come il matrimonio tra Beatrice e Roberto di Francia, facilitarono la prosperità della regione, che nel 1327 fu eretto a ducato-parìa dal re Carlo il Bello.
Nel 1531 il ducato del Borbonese fu unito alla Corona di Francia, dopo la defezione del conestabile di Borbone e trasformato in gouvernement, con capoluogo Moulins.
Nel 1790, appena dopo la Rivoluzione francese, al pari delle altre province storiche francesi il Borbonese cessò di esistere come entità propria e confluì nel nuovo dipartimento dell'Allier (eccetto Saint-Amand-Montrond, che divenne parte dello Cher) assieme ad alcune enclavi dell'Alvernia (Cusset, Gannat, Saint-Pourçain-sur-Sioule).

## Duchi (1327-1527)
- Luigi I (1280-1342), detto "il grande": figlio di Roberto di Clermont, fu il primo duca del Borbonese. Aveva anche i titoli di conte di Clermont e della Marche. Sposò nel 1310 Maria di Hainaut (?-1354).
- Pietro I (1311-1356): primogenito e successore di Luigi I, sposò nel 1337 Isabella di Valois (1313-1383).
- Luigi II (1337-1410), detto "il buon duca costruttore": figlio di Pietro I, ritornò dalla prigionia in Inghilterra bel 1366. Dopo la riconquista del Ducato agli inglesi, fece ricostruire e ampliare il castello di Moulins. Estese poi il suo dominio unendo intorno al Borbonese l'Alvernia, il Berry, La Marche, la castellania di Thiers, Château-Chinon, la Combraille, il Beaujolais ed il Forez, tra l'altro grazie al suo matrimonio nel 1371 con Anna d'Alvernia (1358-1417), contessa di Forez. Accettò di restituire il ducato alla Corona in assenza di un erede maschio. A lui si deve lo spostamento della capitale del ducato a Moulins nel 1379.
- Giovanni I (1381-1434): figlio di Luigi II, sposato nel 1400 a Maria di Berry (1367-1434), duchessa d'Alvernia e contessa di Montpensier, fu imprigionato ad Azincourt e morì a Londra nel 1434. Fu sepolto a Souvigny.
- Carlo I (1401-1456): figlio di Giovanni I, sposò nel 1423 Agnese di Borgogna (1407-1476), figlia di Giovanni senza Paura.
- Giovanni II (1426-1488): figlio di Carlo I, sposò nel 1447 Giovannina di Francia (1430-1482), figlia del re Carlo VII. Alla sua morte nel 1488, e dopo l'abdicazione di suo fratello Carlo II (1434-1488), cardinale e arcivescovo di Lione, fu suo fratello Pietro di Beaujeu che gli successe.
- Pietro II (1438-1503): Signore di Beaujeu, divenne duca di Borbone e duca d'Alvernia nel 1488. Sposò nel 1473 Anna di Francia, figlia del re Luigi XI, viscontessa di Thouars, più nota sotto il nome di Anna di Beaujeu. Ebbero due figli: Carlo (1476-1498) e Susanna (1491-1521). alla morte di Luigi XI nel 1483, furono reggenti di Francia fino al raggiungimento della maggiore età di Carlo VIII, fratello di Anna. Alla morte di Pietro II nel 1503 ed in assenza di un erede maschio (il figlio Carlo era morto nel 1498), il ducato sarebbe dovuto ritornare alla Corona come da decisione di Luigi II, ma Anna di Francia aveva ottenuto una deroga dal re. Sua figlia Susanna di Beaujeu, duchessa di Borbone e d'Alvernia (1503), contessa di Clermont, della Marche, di Forez e di Gien sposò a Moulins, nel 1505, suo cugino Carlo di Borbone-Montpensier, che divenne il duca Carlo III di Borbone.
- Carlo III (1490-1527) detto il "conestabile di Borbone": fu l'ottavo e ultimo duca di Borbone prima del ritorno alla Corona del ducato nel 1527. Conte di Montpensier nel 1501, divenne duca di Borbone e duca d'Alvernia nel 1505 al matrimonio con Susanna di Beaujeu.

## Stemmi

Stemma antico: d'azzuro seminato di gigli d'oro e alla banda rossa

Stemma moderno: d'azzuro ai tre gigli d'oro e alla banda rossa

I primi signori di Borbone ad avere uno stemma furono quelli della famiglia di Dampierre il cui stemma era: d'oro al leone rosso accompagnato da otto conchiglie d'azzurro.
Lo stemma attuale è quello di Roberto di Francia, conte di Clermont e figlio minore di San Luigi, che utilizzò i gigli di Francia con l'aggiunta di una banda rossa. Questi sposò l'ereditiera della terra di Borbone e suo figlio divenne duca di Borbone con lo stemma paterno che divenne così quello del Ducato di Borbone.
Alla fine del XIV secolo, il re di Francia Carlo V semplificò lo stemma rimpiazzando il seminato con soli tre gigli d'oro. Tale configurazione fu poi confermata da diversi duchi, come Giovanni I, che la resero definitiva.

## Lingue
Le lingue autoctone del Borbonese sono due:
- l'occitano o lingua d'oc, nella sua varietà alverniate, è parlato nella zona meridionale, intorno a Montluçon e Vichy. Si tratta di varietà occitane del Croissant, tra il sud del Borbonese ed il nord del Limosino: hanno dei tratti di transizione verso il francese, ma rimane dominante il loro carattere occitano. Nella zona sudorientale, nella Montagne Bourbonnaise, l'occitano mostra influenze francoprovenzali.
- il francese o lingua d'oïl, in forma dialettale, è parlato nella zona settentrionale, intorno a Moulins.

Il termine "dialetto borbonese" è quindi ambiguo, potendo riferirsi sia alla parlata occitana, sia a quella francese della regione.